# کانال سوئز
کانال سوئِز، مهم ترین آب‌راه ساخته شده در جهان است که در کشور مصر به درازای ۱۹۲ کیلومتر قرار دارد، که دریای مدیترانه را به دریای سرخ پیوند می‌دهد و دو قاره آسیا و آفریقا را از هم جدا می کند. احداث کانال سوئز پس از یک‌دهه و در سال ۱۸۶۹ خاتمه یافت. این آب‌راهه در غرب صحرای سینا و شمال شرق کشور مصر واقع شده است. راه آبی سوئز به عنوان میان‌بُری برای کشتی‌ها و قایق‌هایی که از بندرهای قارهٔ اروپا و آمریکا به سمت بندرهای جنوب شرق آسیا، شرق آفریقا و قارهٔ اقیانوسیه دررفت‌وآمد هستند، ساخته شده است تا ناچار به دور زدن قارهٔ آفریقا یا انتقال زمینی بارها نباشند. کانال سوئز سریع‌ترین مسیر کشتی‌رانی بین اروپا و آسیا‌ست. چیزی حدود ۱۲ درصد کل تجارت دریایی دنیا از این کانال انجام می‌شود. این کانال یکی از منابع اصلی درآمد ارزی کشور مصر پس از اهرام مصر است.

## طول کانال

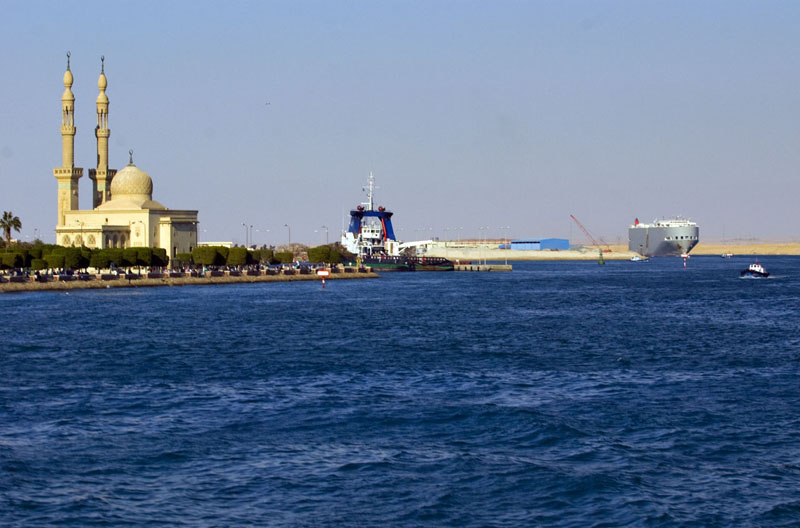
آبراه استراتژیک سوئز

درازای کانال سوئز از پورت سعید در ساحل دریای مدیترانه، تا شهر سوئز در کرانهٔ دریای سرخ ۱۶۳ کیلومتر است. در نیمه راه دریاچهٔ المرة (دریاچه تلخ بزرگ)کانال را به دو شاخه تقسیم می‌کند. قسمتی از کانال در شمال دریاچهٔ «اَلمُرةَ»، و قسمتی دیگر در جنوب این دریاچه قرار دارد. «کانال سوئز» میانبری است برای کشتی‌هایی که از اروپا به سوی آسیا روانه می‌شوند. پیش از احداث «کانال سوئز»، کشتی‌ها برای رفتن از اروپا به آسیا، ناچار بودند تا دماغه امید نیک در جنوبی‌ترین بخش قاره آفریقا پیش روند یا اینکه بار کشتی‌ها را پس از تخلیه در ساحل دریای مدیترانه، از راه زمینی به شهر سوئز در ساحل دریای سرخ رسانده، و با کشتی دیگری از دریای سرخ به کشورهای آسیایی می‌فرستادند.

## تاریخچهٔ کانال سوئز

### در زمان باستان
«داریوش بزرگ، پادشاه بزرگ ایران از خاندان هخامنشی هنگامی که می‌خواست بخش‌های باختری و خاوری شاهنشاهی خود را با یک راه آبی به هم بپیوندد، باید به آشکار کردن (کشف) راه‌های آبی ناشناخته دست می‌زد. از این روی به «اسکولاکس کاریایی» اهل کاریاندا، فرمان داد با چند کشتی جنگی پارسی سراسر کرانه‌های دریایی شاهنشاهی ایران را شناسایی کند و در این‌باره گزارش دهد. اسکولاکس از شهر گنداره –در خاور افغانستان امروزی- سفر خود را آغاز کرد. او رود کابل را در مسیرش به سوی خاور تا پیوستن به سند راند و از آن پس بر روی سند، رو به جنوب، خود را به اقیانوس هند رساند. وی با رسیدن به اقیانوس هند، در حالی که به سوی باختر می‌راند، کرانه‌های خلیج فارس تا «بندر کاریایی» در بنیشو (در نزدیکی خرمشهر کنونی) را بررسی کرد. او پس از این، دلیرانه آغاز به دور زدن دریاییِ شبه جزیرهٔ عربستان کرد، تا پس از سی ماه به «سوئز» کنونی رسید. اسکولاکس گزارش‌های کار خود را پس از بازگشت از مصر به داریوش بزرگ داد.»
داریوش بزرگ به دلیل اهمیت راه دریایی میان مصر و ایران دستور ساخت آبراهی میان دریای سرخ و دریای مدیترانه را از راه نیل در اواخر سدهٔ ششم پیش از میلاد داد تا کشتی‌های ایرانی بتوانند به راحتی از آن عبور کنند (البته نقلی از ابوریحان بیرونی وجود دارد که شروع ساخت این آبراهه، به زمان یک پادشاه قبلی بر می گردد _شاید کوروش، چون نام او را ساسسطراطیس ذکر کرده که با سایرس دارای اجزای واجی مشابه است_). سرپرستی ساخت این آبراه را مهندس «ارتاخه» از مهندسان ایرانی عصر هخامنشی به عهده داشت.
با این حال آبراهی که داریوش در آن زمان حفر کرد با آبراه کنونی که به دست «مون فردیناند او سپس» در سال ۱۸۶۹ میلادی حفر شد، اختلاف‌هایی دارد. چراکه آبراه داریوش برخلاف آبراه کنونی قدری بالاتر از بوباستیس شروع می‌شد و به نیل و در نهایت به دریای سرخ می‌پیوست، در حالی که آبراه کنونی از پرت سعید آغاز، و به خلیج سوئز ختم می‌شود.
داریوش لوحه‌ای سنگی با خطوط میخی پارسی، عیلامی، بابلی و مصری را به یادمان گذاشت:
منم داریوش، شاه شاهان، شاه کشورهایی که تمام نژادها مسکون است. شاه این سرزمین بزرگ تا آن دورها، پسر ویشتاسب هخامنشی… من پارسی هستم و به همراهی پارسیان مصر را گرفتم، امر کردم این کانال را بکنند از «پی‌رو» نیل که از مصر جاری است تا دریایی که از پارس بدان روند. این آبراه کنده شد چنان‌که فرمان دادم و کشتی‌ها از مصر بوسیلهٔ این کانال به‌سوی پارس روانه شدند چنان‌که ارادهٔ من بود.

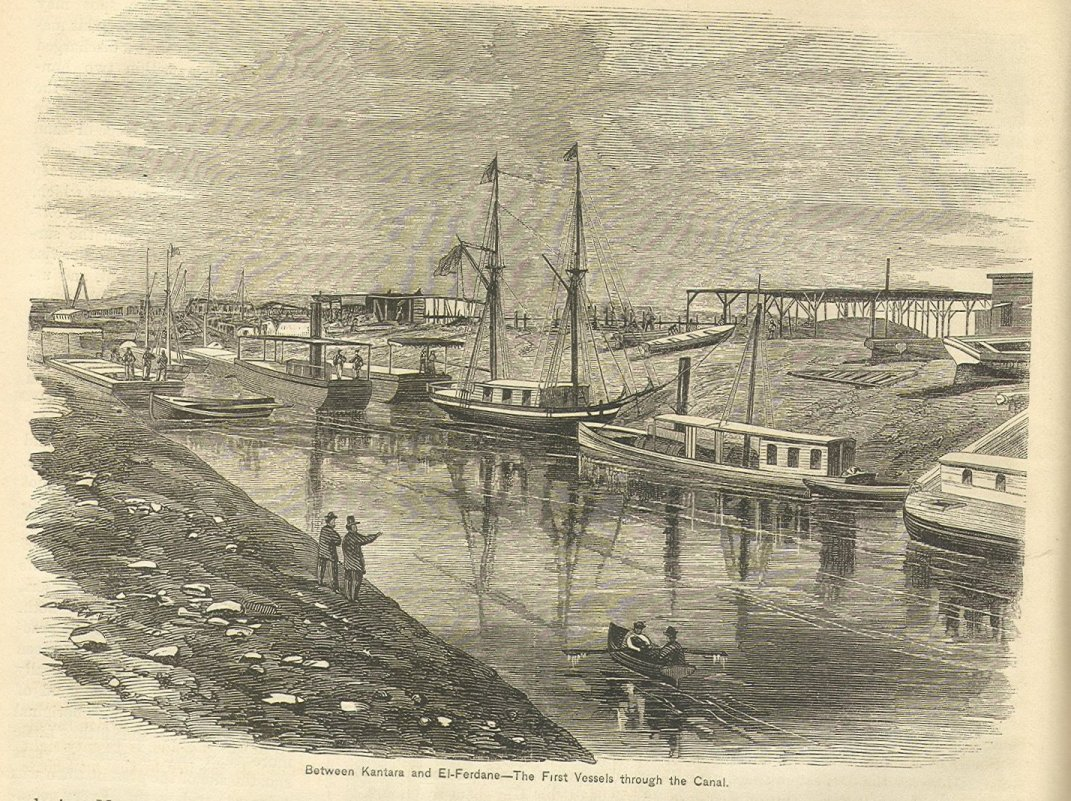
یکی از نخستین مجراهای آبراه سوئز در سده نوزدهم میلادی.

داریوش در تابستان ۵۱۲ از کاخ کوروش در پاسارگاد دیدن کرد. ظاهراً در اینجا ناخدا اسکولاکس که از سوئز آمده بود، گزارش کار خود را از کاوش کرانه‌های دریا به او داد. به این ترتیب پادشاه دریافت که از راه دریا می‌توان از ایران به مصر سفر کرد. در پیش چشم دلش جلوه‌هایی از امکانات بازرگانی جهانی و در نتیجه رونق اقتصادی فرمانروایی پهناورش پدیدار شد که تا آن زمان به فکر کسی خطور نکرده بود، و بدین ترتیب به این فکر افتاد که کانال سوئز را که فرعون نخو (۵۹۵–۶۱۰) آغاز کرده، اما بعد نیمه‌تمام رها کرده بود، به اتمام برساند.
«داریوش که پیوستن مصر و کرانه‌های باختری و خاوری دریای سرخ به هند و ایران را در سر می‌پروراند؛ به این اندیشه افتاد که رود نیل را با آبراه‌هایی به دریای سرخ بپیوندد. بنا به گزارش هرودت، پیش از داریوش، فرعون نِخو (۶۱۰–۵۹۵پ. م) و پادشاهان مصری پیش از او در اندیشهٔ پیوستن نیل به دریای سرخ بوده‌اند. اما چون در مسیر راه کوه‌های سنگی وجود داشت که کندن آن‌ها کار آسانی نبود و همچنین آبراهه از میان وادی خشکی می‌گذشت که در آن آب نبود، این کار به پایان نرسید. حتی به روزگار پادشاهی نِخو ۱۲۰ هزار مصری در کار کندن آبراهه کشته شدند.»
اما حقیقت داستان این کانال ناتمام چه بود؟ داریوش، خشنود از برنامهٔ تازهٔ خود با متخصصان مصری مشغول در پاسارگاد گفتگو کرد، اما نتیجه‌ای نگرفت. از این رو، به طرف تخت جمشید حرکت کرد، یا چنان‌که یک نوشتهٔ مصری می‌گوید به «شهری که بیش‌تر از همه جا دوست می‌داشت». در اینجا نیز داریوش معماران و هنرمندان بی‌شمار مصری را که در کار ساخت کاخ او شرکت داشتند، گرد آورد و دربارهٔ وضع کانال ناتمام سوئز پرسید. اما سخنگوی آن‌ها در پاسخ گفت که آن‌ها نه این کانال را دیده‌اند و نه چیزی درباره‌اش شنیده‌اند. از این رو، پادشاه بر آن شد که یک کشتی اکتشافی به دریای سرخ بفرستد، تا محل دقیق کانال نخو و همهٔ مسائل جانبی آن بررسی شود.
در سال ۵۱۰، ناخدای کشتی اکتشافی‌ای که به دریای سرخ فرستاده شده بود، گزارش خود را دربارهٔ وضعیت کانال ناتمام نخو به او داد. متأسفانه این گزارش به صورت ناقص به ما رسیده است. در این گزارش، از شن بسیار و ضرورت حفر چاه‌ها برای تهیهٔ آب آشامیدنی سخن رفته است. همچنین آمده که برای به پایان رساندن کانالی که نخو آغاز کرده بود، می‌بایست مسافتی در حدود ۸۴ کیلومتر کنده می‌شد.
«پس از بررسی‌های گوناگون داریوش پی برد که باید ۸۴ کیلومتر دیگر کَنده شود تا آبراه‌هایی که فرمانروایان مصری ساخت آن را آغاز کرده و نتوانسته بودند آن را به پایان ببرند، به دریای سرخ برسد. از سوی دیگر برای مشکل آب آشامیدنی ناگزیر بود چاه‌های گوناگونی پدید بیاورد تا کارگران از تشنگی نمیرند؛ بنابراین داریوش که کار به پایان رساندن آبراهه را با یاری مهندسان ایرانی که از زمان‌های کهن در کار کندن آبراهه و کاریز و چاه و سدبندی مهارت داشتند آسان می‌پنداشت، فرمان داد تا کار دوباره آغاز شود و بر سر راه چاه‌هایی کنده شوند تا آب آشامیدنی برای کارگران به دست آید.»
پس از آن داریوش فرمان مناسب را برای اجرای این برنامه که در آن روزگاران واقعاً غول‌آسا بود، صادر کرد. داریوش با این کار تنها به اثرات اقتصادی مسرت‌بخش راهی آبی از دریای مدیترانه به دریای عمان، خلیج فارس و اقیانوس هند فکر نمی‌کرده است، بلکه پایان فرخندهٔ این کار اثر شگرفی بر مردم او می‌گذاشت و خاطرهٔ لشکرکشی ناموفق علیه سکاها به جنوب روسیه را کمرنگ می‌کرد.
در این کانال دو کشتی با سه ردیف پاروزن می‌توانستند پهلو به پهلوی هم حرکت کنند. در نتیجه عرض آن را می‌توان در حدود ۴۵ متر حساب کرد. اگر عمق کانال را اندکی بیش از سه متر بدانیم، باید برای کندن مسیر ۸۴ کیلومتری کانال، دوازده میلیون متر مکعب خاک برداشته می‌شد!
ساتراپ اریاونده می‌بایستی برای برآوردن دستور داریوش شمار زیادی از کارگران مصری را به کار گرفته باشد. کارگران موفق شدند این کار را ظرف ده سال به پایان برسانند. در سال ۴۹۸ کار نخستین کانال سوئز به پایان رسید. سال بعد داریوش با همهٔ درباریان خود از شوش عازم سومین سفرش به مصر شد، تا با جشن و سرور کانال را افتتاح کند.
«سرانجام این کار بزرگ پس از ده سال به پایان رسید و در سال ۴۹۷ پادشاه با همهٔ درباریان خود از شوش به مصر رفت، تا نخستین آبراههٔ سوئز را گشایش کند. آبراههٔ نام برده شده مانند امروز از دریای مدیترانه آغاز نمی‌شد بلکه از رود نیل و کنار «بوباستیس» در شمال قاهره کنونی آغاز و پس از دور زدن دریاچهٔ بزرگ تلخ در باختر آبراههٔ امروزی به سمت جنوب می‌رفت تا برسد به سوئز و دریای سرخ. این کار بزرگ را داریوش با چهار سنگ نبشته در مسیر آبراهه جاودانه کرد و امروزه سه سنگ نبشتهٔ آن به دست ما رسیده است.»
بنابراین در بهار ۴۹۷ داریوش از شوش به مصر رفت، تا کانال سوئز را افتتاح کند. کانال از نیل و کنار بوباستیس (امروز زقازیق) در شمال قاهره کنونی، و نه مثل امروز از مدیترانه، شروع می‌شد و نخست کانال قدیم نخو را به سوس شرق تعقیب می‌کرد، تا حوالی اسماعیلیه امروز. اما به دریاچه تمساح نمی‌ریخت، بلکه پیش از دریاچه به سمت جنوب شرقی می‌رفت و دریاچه بزرگ تلخ را دور می‌زد و بعد از غرب کانال امروزی به طرف جنوب می‌رفت، تا برسد به سوئز و دریای سرخ. بدین ترتیب کانال داریوش برخلاف کانال کنونی، که از دریاچه تلخ می‌گذرد، ظاهراً فقط آب شیرین نیل را در خود داشت، که کار کشتیرانی را آسان می‌کرد. در آن روزگار از بوباتیس تا سوئز چهار روز طول می‌کشید.
«بدین ترتیب طرح‌های بزرگ داریوش برای پیوستن مرزهای دو امپراتوری به سرانجام رسید؛ و ۲۴ یا ۳۲ کشتی پر از باج مصری به سوی ایران و خلیج فارس حرکت کرد. از این پس فراورده‌ها و کالاهای گوناگون خاور و باختر امپراتوری، افزون بر راه‌هایی که از خشکی می‌گذشت از طریق این راه جدید آبی به سراسر قلمرو پهناور هخامنشی می‌رسید و افزون بر سودهای اقتصادی فراوانی که به شاهنشاهی آن روزگار می‌رسید و یک تجارت جهانی بزرگ را برای نخستین بار در تاریخ باستان پدیدمی‌آورد؛ توانمندی شاه بزرگ را در اداره کردن، بر همهٔ سرزمین‌های شناخته شدهٔ آن روزگار استوارتر می‌ساخت. چراکه پادشاه می‌توانست با سرعت بیشتری نیروهای رزمی (نظامی) خویش را به سراسر امپراتوری بفرستد. داریوش بزرگ افزون بر اینکه در طرح بزرگ خویش به پیروزی رسید، نقش مهمی را نیز در شناساندن راه‌های دریایی تازه برای جهانیان باز کرد. کردار وی از این راه نه تنها زمینه‌هایی را برای آشنایی فرهنگی مردمان آن روزگار پدیدآورد بلکه مردمان اروپا را نیز برای نخستین بار با هندیان آشنا کرد.»
دربارهٔ جزئیات این کار بزرگ از خود داریوش اطلاعات بیش‌تری به دست می‌آوریم. داریوش در بلندی کنار کانال، کاملاً در میدان دید کشتی‌ها، سنگ‌نبشته‌های قائمی با بلندایی بیش از سه متر از گرانیت صورتی برپا کرده بود. یک روی این سنگ‌های قائم نبشته‌های میخی فارسی باستان و ایلامی و بابلی داشته و در روی دیگر نبشته‌ای بوده به خط هیروگلیف مصری. در حال حاضر اگرچه یک سنگ گم شده و تنها بقایای سه سنگ قائم در دسترس است اما احتمال دارد که زمانی شمار این سنگ‌ها بیش از اینها بوده باشد.
در متن‌ها میخی بعد از ستایش اهورامزدا و نام و نشان سازندهٔ بنا (داریوش) می‌خوانیم: «داریوش شاه گوید من پارسی هستم. مصر را از پارس گرفتم. این جوی (کانال) را دادم، از رودی به نام نیل که در مصر جاری است تا دریایی که از پارس می‌رود. پس از آنکه این جوی به همان‌گونه‌ای که فرمان داده بودم کنده شد، کشتی‌ها از مصر از میان این جوی به سوی پارس می‌رفتند. همانگونه که مرا میل و کام بود.» …
داریوش برای افتتاح کانال سوئز شاهزادگان و مقامات بسیاری را فراخوانده بود. جشن یک سال پس از اتمام کار کانال در تابستان ۴۹۷ برگزار شد… می‌توان حدس زد که پس از پایان سخنرانی مراسم افتتاح آبراهه داریوش همراه با ولیعهدش خشایارشا سوار نخستین کشتی اولین کاروان دریایی‌ای شده است که در کانال سوئز حرکت کردند. سپس کاروان دریایی‌ای که متشکل از ۲۴ کشتی بود پشت سر کشتی پرچمدار به سوی شرق به حرکت درآمد. احتمالاً داریوش با کشتی سه‌ردیفه خود تا سوئز همراه آن‌ها بوده است.
داریوش به هنگام افتتاح کانال سوئز ۵۳ سال سن داشت. از محتوای سنگ‌نبشته‌های قائم پیداست که او در این زمان احساس می‌کرده که در اوج قدرت و توانایی است.

### ساخت کانال

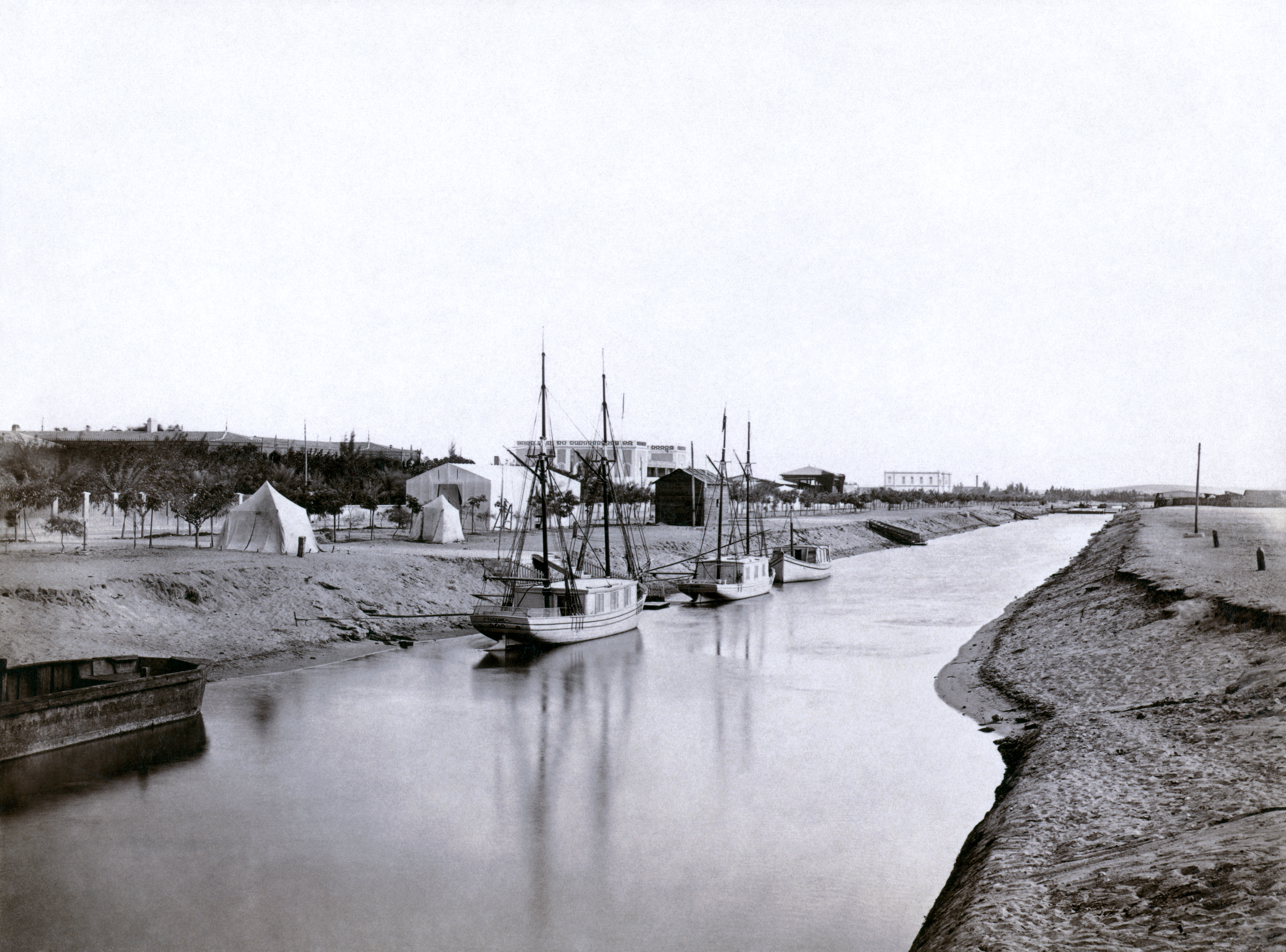
کانال سوئز در بخش اسماعیلیه در سال ۱۸۶۰

فکر متصل کردن دریای سرخ به دریای مدیترانه از دوران مصر باستان وجود داشت.
کانال فعلی سوئز که دو دریای، مدیترانه و «سرخ» را مستقیماً و نه از طریق نیل به یکدیگر مربوط می‌کند، زاییده فکر مهندس فرانسوی فردینان دولسپس است که مذاکراتی را با «سعید پاشا» سومین والی مصر و نواده محمد علی پاشا بنیان‌گذار سلسله محمدعلی در مصر آغاز کرد. برای ساخت این کانال شرکت کانال سوئز تأسیس شد که بیشتر سهام آن متعلق به فرانسویان و بخشی دولت مصر بود. این پروژهٔ عظیم که با هزینهٔ دولت مصر (و حداقل در دوره‌ای) با کار اجباری کشاورزان مصری در سال ۱۸۶۹ به پایان رسید برای ۹۹ سال در اختیار شرکت فرانسوی قرار گرفته و قرار شد دولت مصر کنترلی بر حمل ونقل از آن آبراه نداشته باشد.
مراسم افتتاح کانال سوئز به پول آن روز (۱۳۶ سال پیش) نزدیک به یک میلیون جنیه (پوند) انگلیسی خرج برداشت و فرمانروایان بزرگ اروپا مانند «فرانسوا ژوزف» امپراتور اتریش و ولیعهد «پروس» در این مراسم حضور یافتند. هزینهٔ این مراسم کلاً به حساب دولت مصر گذاشته شد.
اندکی پس از افتتاح کانال سوئز، در زمان نخست‌وزیری دیزرائیلی، دولت بریتانیا ۴۴ درصد سهام شرکت کانال سوئز را از خدیوی مصر خریداری نمود و بقیه سهام در دست سرمایه‌داران فرانسوی بود؛ لذا خود مصر عملاً هیچ‌گونه بهرهٔ مالی از کانال سوئز نداشت.
«دیزرائیلی» حاصل تلاش درخشان خود را در گزارش کوتاه و جاودانه به ملکه ویکتوریا تقدیم کرد و در پایان آن چنین نوشت:
«و حالا کانال سوئز مال شماست سرور من»
به مرور ایام قروض پر بهرهٔ ناشی از ساخت کانال سوئز موجب آن شد که مستشاران مالی انگلستان در تمامی شئون اداری مصر دخالت کنند و این زمینه‌ساز تبدیل مصر به مستعمرهٔ بریتانیا تا زمان استقلال شد.
در سال ۱۸۸۲ یک مصری وطن‌پرست به نام احمد عرابی پاشا که وزیر جنگ بود، زیر بار دخالت حاکم انگلیسی مصر نرفت و یک شورش مسلحانه تمام عیار سراسر مصر را فرا گرفت. این قیام بعدها سرکوب شد و بعد از دستگیری «عرابی پاشا» انگلستان به اشغال نظامی مصر و سودان پرداخت و این اشغال استعماری ۷۰ سال به طول انجامید و سرانجام با کودتای مصر و عقد قرارداد جدیدی میان مصر و انگلستان به پایان رسید.
با آن که در سال ۱۹۵۶ در ماجرای ملی شدن کانال سوئز، می‌رفت که مصر دوباره به اشغال انگلستان و فرانسه درآید اما مقتضیات زمان نقشه انگلستان و فرانسه را نقش برآب کرد و نیروهای سه‌گانه خاک مصر را ترک نمودند.

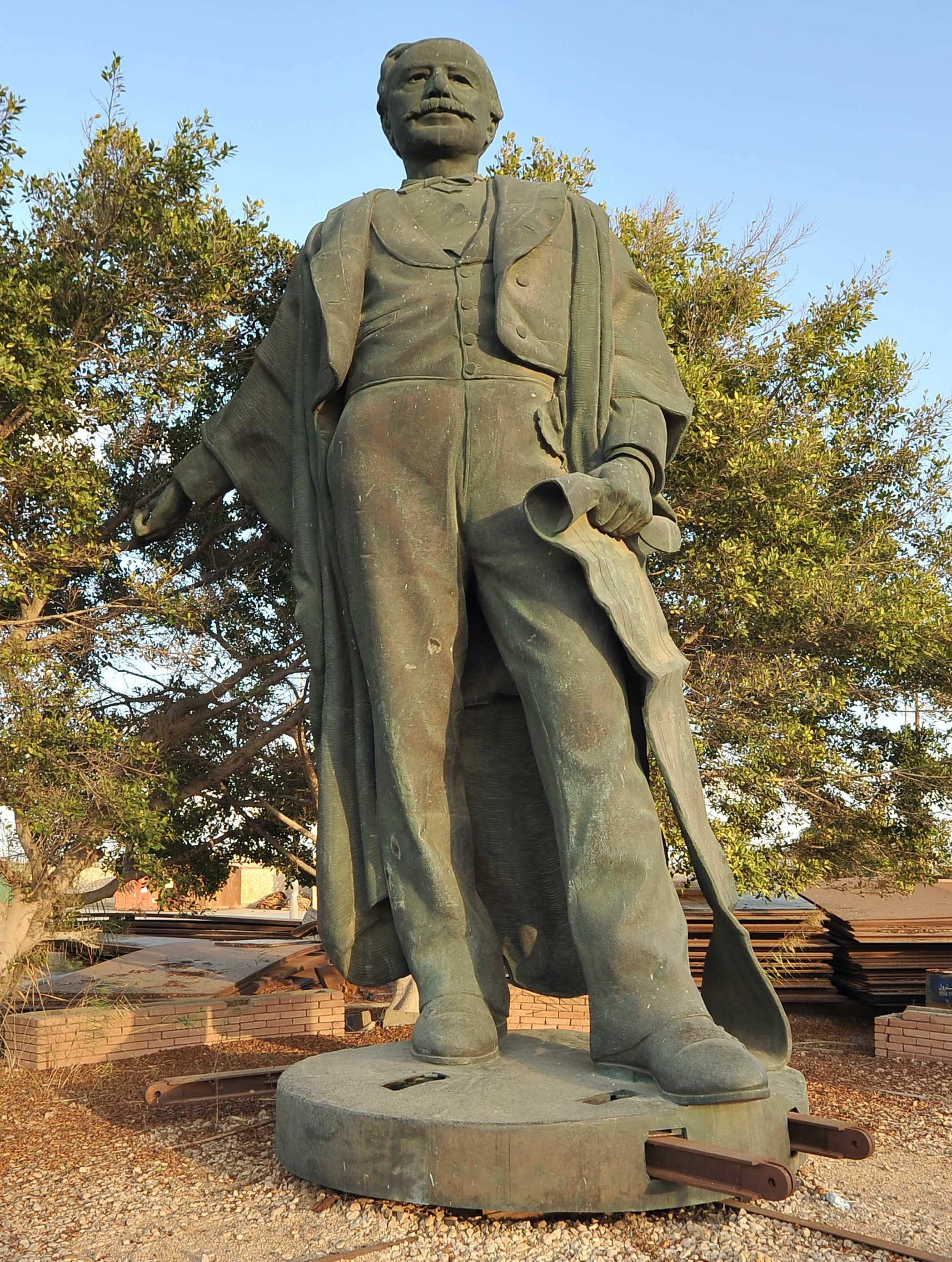
تندیس فردیناند دی لسبس در بور فؤاد.

برای مصری‌ها نام سوئز از سال ۱۹۵۶ مترادف غرور ملی بوده. در آن سال جمال عبدالناصر کانال را از بریتانیایی‌ها و فرانسوی‌ها گرفت. اقدامی که حملهٔ این دو کشور و پس از آن‌ها اسرائیل را در پی داشت. در جنگ‌های اعراب و اسرائیل در ۱۹۶۷ و ۱۹۷۳ هم این آب‌راه نقشی اساسی داشت.

### لشکرکشی برای سوئز
پس از ملی شدن کانال سوئز دولت‌های فرانسه و انگلستان موجودی مصر را در کشورهایشان مسدود کردند. نخست‌وزیر انگلیس و نخست‌وزیر فرانسه درصدد دخالت نظامی در مصر و منطقه کانال شدند. کوشش‌های سیاسی برای قانع کردن دولت مصر به جایی نرسید. دولت‌های فرانسه و انگلستان در ۳۱ ژوئیه ۱۹۵۶ اتباع خود را از مصر خارج کردند. نشست‌های شورای امنیت نیز برای حل قضیه کانال سوئز به جایی نرسید و در این مدت شوروی به رهبری خروشچف در همهٔ نشست‌های شورای امنیت قطعنامه‌های ضد مصر را وتو کرد.
در ۲۹ اکتبر ۱۹۵۶، اسرائیل با اشاره دولت‌های غربی به صحرای سینا یورش آورد و تا ساحل شرقی کانال پیش رفت. در ۳۰ اکتبر دولت‌های فرانسه و انگلستان به بهانهٔ حفظ امنیت در منطقهٔ کانال اعلام کردند که به مصر حمله نظامی می‌کنند. در اول نوامبر ۱۹۵۶ حملهٔ هوایی فرانسه و انگلستان به مصر انجام شد و نیروی دریایی انگلستان و فرانسه در ساحل مصر نیرو پیاده کرد. این رویداد را در تاریخ معاصر مصر به عدوان الثلاثی (یورش سه گانهٔ اسرائیل، انگلستان و فرانسه) می‌شناسند. در ۴ نوامبر ۱۹۵۶ نیروهای انگلیس دچار تلفات زیادی شدند. در این ماه چرخش سیاسی آمریکا و اولتیماتوم خروشچف به فرانسه و انگلستان مسیر جنگ را دگرگون کرد. آمریکا اعلام کرد که اگر فرانسه و انگلیس عملیات جنگی را متوقف نکنند، دولت ایالات متحده در رابطهٔ خود با آن دولت‌ها تجدیدنظر خواهد کرد.
خروشچف رهبر شوروی نیز دولت‌های فرانسه و انگلیس را تهدید به حمله اتمی کرد؛ بنابراین، قطعنامه آتش‌بس و خروج نیروهای اسرائیلی، فرانسوی و انگلیسی با پشتیبانی دولت شوروی در ششم نوامبر در شورای امنیت صادر شد و دولتهای سه‌گانه (انگلیس، فرانسه و اسرائیل) را وادار کرد که خاک مصر را تخلیه کنند.

### باز و بسته شدن کانال
بعد از بحران ۱۹۵۶ که مدتی کانال به خاطر عملیات جنگی بسته شد، کانال سوئز بار دیگر در جریان جنگ شش‌روزهٔ عرب‌ها با اسرائیل در سال ۱۹۶۷ بر اثر غرق شدن ماشین‌های جنگی در آب‌های کانال برای زمانی دراز بسته شد. تا آن که در زمان ریاست جمهوری سادات، در جریان جنگ رمضان و ساختن پل روی کانال سوئز و گذر کردن نیروهای مصری از آن و نفوذ در صحرای سینا، چون مرکز ثقل عملیات جنگی روی آب‌های کانال سوئز بود، کانال به مدت زیادی بسته شد تا آن که با کمک کشورهای بزرگ و اقدام دولت سادات برای رفت‌وآمد کشتی‌ها، پس از لایروبی و کوشش بسیار برای بیرون کشیدن کشتی‌های غرق شده، این کانال باز شد و تاکنون باز است است و کشتی‌های تا ۱۵۰ هزار تن می‌توانند با دادن حق عبور به دولت مصر از این آبراههٔ مهم جهانی، بگذرند.
وزارت انرژی ایالات متحدهٔ آمریکا این آبراه را یکی از چند گلوگاه (باتل نک) جغرافیایی جهان دانسته که بر جریان نفت در جهان بسیار اثرگذار است.

## بسته‌شدن ۲۰۲۱ کانال سوئز

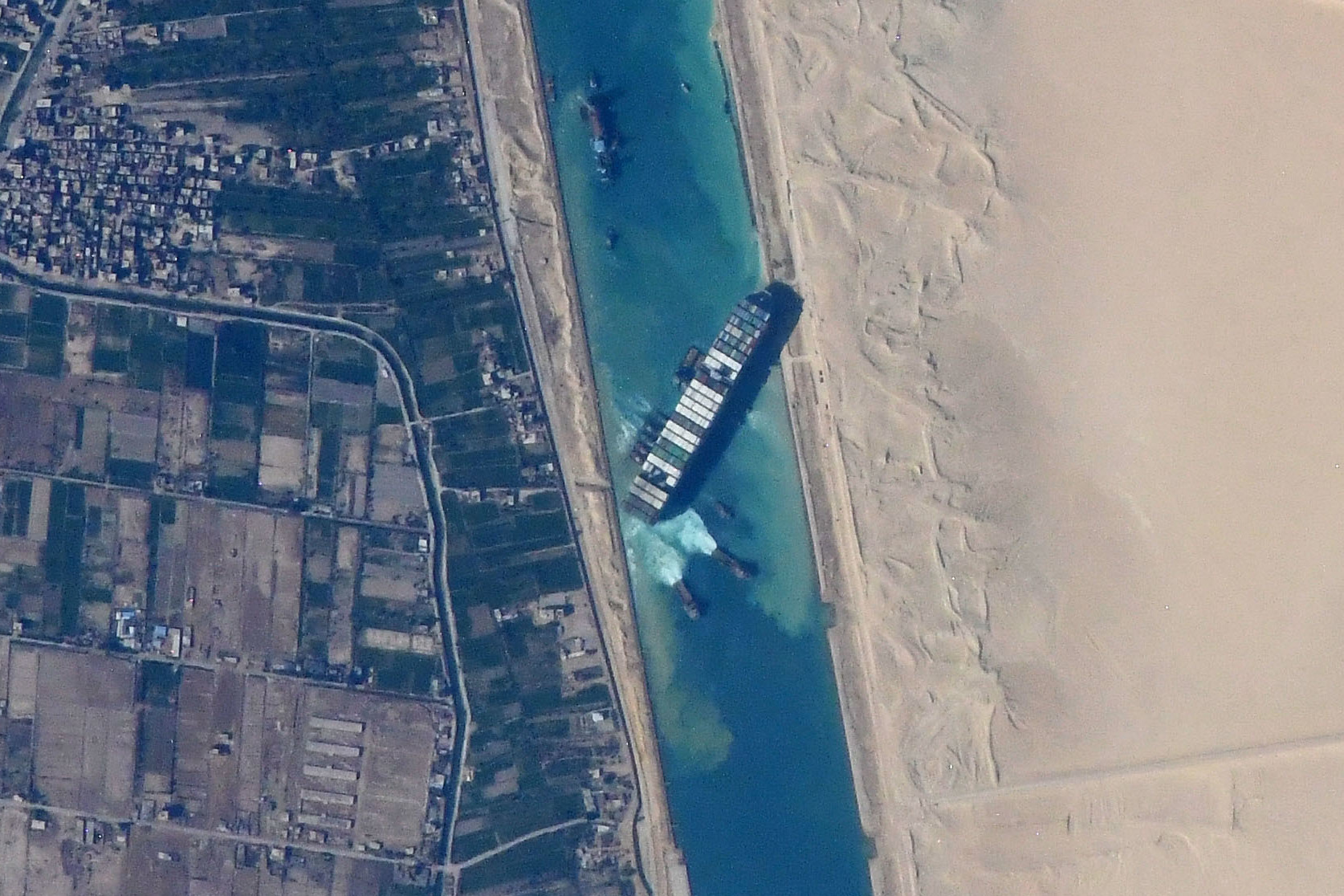
تصویر ماهواره‌ای از مسدود شدن کانال توسط کشتی اور گیون

در پی حادثه دریایی، کشتی کانتینری متعلق به شرکت اور گیون، به طول ۴۰۰ متر (۱٬۳۰۰ فوت) در ۲۳ مارس ۲۰۲۱ در ساعت ۰۷:۴۰ به وقت اروپای شرقی (UTC + 2) در کانال سوئز به گل نشست. کشتی توسط طوفان شن و ماسه تحت تأثیر قرار گرفت و بر اثر وزش باد شدید تا ۷۴ کیلومتر بر ساعت (۴۰ گره) منحرف شد و باعث شد که از مسیر خارج شود. کشتی در قسمتی از حاشیه کانال به گل نشسته و گیر کرد، کانال را کاملاً مسدود و از عبور هرگونه شناور جلوگیری می‌کرد. و باعث شد که به مدت یک هفته کانال سوئز بسته شود.

## منبع درآمد مصر
کانال سوئز پس از گردشگری، دومین منبع درآمد دولت مصر است. دولت مصر بابت عوارضی که از کشتی‌های عبوری از کانال دریافت می‌کند تاکنون میلیاردها دلار عایدی داشته است. برای مثال در سال ۲۰۱۲ دولت مصر با عبور ۱۷۲۵۵ کشتی، ۵ میلیارد و ۱۲۹ میلیون دلار (از قرار هر کشتی ۲۹۸۰۰۰ دلار) از این کانال درآمد داشته است. به خاطر این بهای کلان بسیاری از کشتی داران گذر از دماغه امید نیک را ترجیح می‌دهند. در ابتدای سال ۲۰۲۱، دولت مصر روزانه حدود ۱۴ میلیون دلار از بابت عبور کشتی‌ها از این آبراهه درآمد داشته است. با این حساب، دولت مصر در طی یک سال بیش از ۵ میلیارد دلار از این راه درآمد دارد.

## ساخت دومین کانال
عبدالفتاح سیسی، رئیس‌جمهوری مصر، کلنگ ساخت دومین کانال سوئز را ماه اوت سال ۲۰۱۴ بر زمین زد. وی وعده داد کانال دوم را یک ساله خواهد ساخت. برنامه این است که علاوه بر ساخت کانال دوم، کرانه‌های این آبراه هم به یک مرکز مهم لجستیک کشتی‌رانی بدل شود. زمانی که کانال دوم راه بیفتد در حقیقت بخش‌هایی از مسیر دو طرفه می‌شود. در نتیجه زمان انتظار و عبور هم کمتر خواهد شد. مقام‌های مصری گفتند کانال دوم ظرفیت آب‌راه موجود را دو برابر می‌کند، و در کمتر از ده سال درآمد کشور را تقریباً سه برابر می‌کند یعنی از ۳٫۵ میلیارد پوند در سال ۲۰۱۴ به ۱۳٫۲ میلیارد پوند در سال ۲۰۲۳. دولت مصر نام این پروژه را «رؤیای بزرگ مصر» گذاشته، چون ظرف هشت ماه هزینه ۸٫۵ میلیارد دلاری ساخت آن جبران خواهد شد و به خزانه دولت بازمی‌گردد. در زمان ساخت، این کانال تحت نظارت شدید نظامی بوده و عملیات حفاری را واحدهای مهندسی ارتش هدایت می‌کنند.